# سكريات الحليب البشري قليلة التعدد

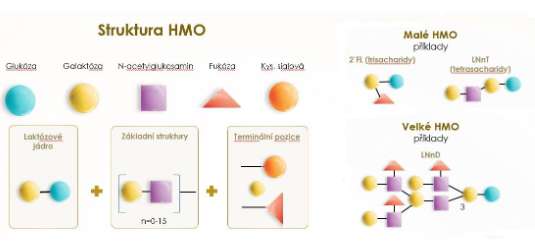
سكريات الخليب البشري قليلة التعدد<<HMO>>

سُكريات الحليب البشري قليلة التعدد «HMO» تُعرف أيضًا «بجليكان الحليب البشري» هي جزيئات سكر، والتي هي جزءٌ مِن مجموعة السكريات قليلة التعدد وتوجد بِتركيزات عالية في حليبِ الأمِ البشري.

## الوُجود
السُكريات قليلة التعدد في الحليب البشري تشكل ثالث أكثر المكونات الصلبة وجودًا في الحليب البشري «سواء كانت ذائبة أو مستحلبة أو معلقة في الماء» بعد اللاكتوز والدهون.
تُوجد السكريات قليلة التعدد بتركيز« 0.35-0.88 أونصة/لتر».
يُعرف حوالي 200 سكر قليل التعدد مختلف في التركيب. يَختلف تركيب السكريات قليلة التعدد في حليب الأم مِن أمٍ لأخرى ويختلف خلال فترة الرضاعة. السكرُ قليل التعدد الغالب في 80% مِن السيدات هو '2-فيوكوزيلاكتوز «2'-Fucosyllactose» والذي يوجد في حليبِ الأم بتركيز حوالي« 0.088 أونصة/لتر».

## الخصائص
على العكسِ مِن باقي مُكونات الحليب البشري التي يَمتصها الطفل خلال الرضاعة الطبيعية، السُكريات قليلة التَعدد غير قابلة للهضم بالنسبة للطفلِ حديث الولادة. ومَعَ هذا، تَعمل كبريبيوتك وكغذاءٍ للبكتيريا المعوية  خصوصًا البيفيدوبكتيريا.
هيمنة هذه البكتيريا اللامعوية في الأمعاءِ تُقلل من مستعمرات البكتيريا المسببة للمرض «تعايش تكافلي» وبالتالي تضمن وجود جراثيم معوية صحية «ميكروبيوم الأمعاء» وتقلل خطر الإصابة بعدوى معوية خطيرة.
تَقترحُ أيضًا دراسات حديثة أن السكريات قليلة التعدد لللبنِ البشري تُقلل بشكلٍ ملحوظٍ خطرُ  العدوى البكتيرية والفيروسية وبالتالي تُخفض فُرص حدوث إسهال  وأمراض الجهاز التنفسي.
1. ↑  L. Bode: Human milk oligosaccharides: every baby needs a sugar mama. In: Glycobiology. Band 22, Nummer 9, September 2012, S. 1147–1162, doi:10.1093/glycob/cws074,PMID 22513036, PMC 3406618
2. ↑  X. Chen: Human Milk Oligosaccharides (HMOS): Structure, Function, and Enzyme-Catalyzed Synthesis. In: Advances in carbohydrate chemistry and biochemistry. Band 72, 2015, S. 113–190, doi:10.1016/bs.accb.2015.08.002, PMID 26613816.
3. ↑  Katja Parschat, Bettina Gutiérrez (2016-11), "Fermentativ erzeugte humane Milch-Oligosaccharide wirken präbiotisch." (in German), dei – die ernährungsindustrie: p. 38
4. ↑  K. Le Doare, B. Holder, A. Bassett, P. S. Pannaraj: Mother's Milk: A Purposeful Contribution to the Development of the Infant Microbiota and Immunity. In: Frontiers in immunology. Band 9, 2018, S. 361, doi:10.3389/fimmu.2018.00361, PMID 29599768, PMC 5863526.